# كفر خزام
قرية كفر خزام هي إحدى القرى التابعة لمركز دير مواس بمحافظة المنيا في جمهورية مصر العربية. حسب إحصاءات سنة 2006، بلغ إجمالي السكان في كفر خزام 9024 نسمة، منهم 4388 رجلا و4636 امرأة.